# Referéndum constitucional de Haití de 1987
Se celebró un referéndum constitucional en Haití el 29 de marzo de 1987. La nueva constitución fue aprobada por el 99.8% de los votantes. Pese a que el dictador Jean-Claude Duvalier había sido derrocado hace  más de un año, personas cercanas a su régimen estuvieron involucradas en la organización del referéndum desde el Ministerio del Interior.
La jornada electoral se caracterizó por la masiva afluencia de votantes. A cada votante se le entregaban dos papeletas: una blanca para votar a favor de la nueva Constitución y una amarilla para rechazarla.

## Resultados
| Opción                | Votos     | %    |
| --------------------- | --------- | ---- |
| A favor               | 1,258,980 | 99.8 |
| En contra             | 2,167     | 0.2  |
| Votos nulos/en blanco | 187       | -    |
| Total                 | 1,261,334 | 100  |
| Fuente: Nohlen        |           |      |